# Presidente Perón partido
Presidente Perón egy partido Argentína középpontjától keletre, Buenos Aires tartományban. Székhelye Guernica.

## Népesség
A partido népessége a közelmúltban a következőképpen változott:
| Év   | Lakosság |
| ---- | -------- |
| 2001 | 60 027   |
| 2010 | 81 141   |